# Сер (река)
Сер (фр. Serre) је река у Француској. Дуга је 96 km. Улива се у Оазу. 